# Alter jüdischer Friedhof (Cochem)

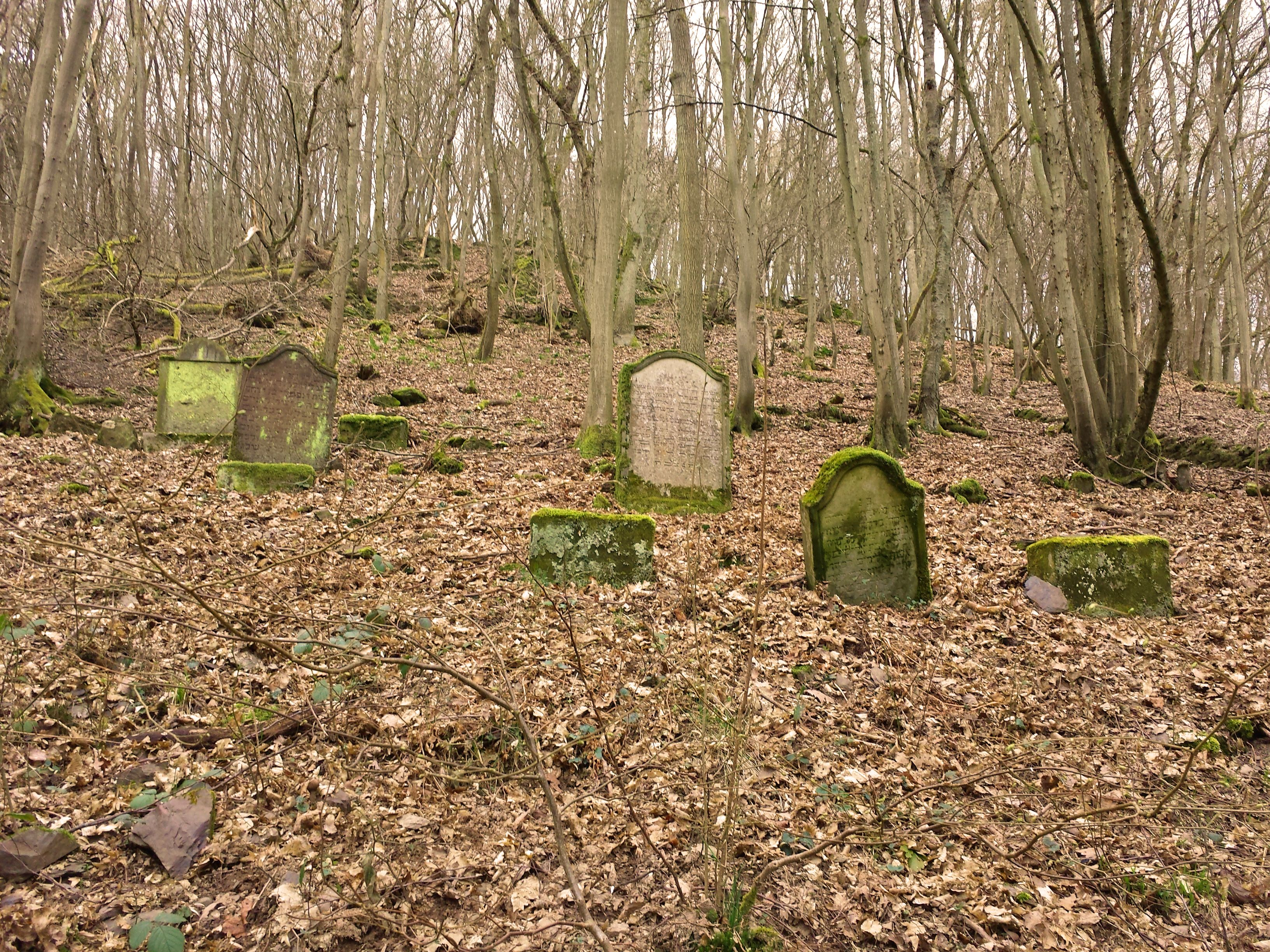
Alter jüdischer Friedhof in Cochem

Der Alte jüdische Friedhof in Cochem, einer Stadt im Landkreis Cochem-Zell in Rheinland-Pfalz, wurde vermutlich im 18. Jahrhundert angelegt. Der jüdische Friedhof befindet sich im Wald gegenüber der Reichsburg in der Gemarkung Knippwies. 
Der Friedhof wurde bis 1877 belegt, danach fanden die Bestattungen auf dem Neuen jüdischen Friedhof statt. Heute sind noch sieben Grabsteine erhalten.